# Leptostylis longicaudata
Leptostylis longicaudata är en kräftdjursart som beskrevs av Bonnier 1896. Leptostylis longicaudata ingår i släktet Leptostylis och familjen Diastylidae. Inga underarter finns listade i Catalogue of Life.